# Corazón abierto
Corazón abierto es el tercer álbum de estudio de Manny Montes, con el cual, celebraba 10 años de trayectoria musical. Incluye colaboraciones con Esperanza de Vida, su hijo Sugar Baby, Alex Zurdo, Indiomar, Leo, Memo & Ungido, entre otros. Manejó dos videoclips «Corazón Abierto», «Mira pal lao», y también se distribuyó con un libro que lleva el mismo nombre.

## Promoción y lanzamiento
Con la producción Corazón Abierto, Manny celebra 10 años de carrera musical. Esto incluye nuevas versiones de sus canciones más conocidas, como «La chica que yo amo» y «Poco a poco», así como nuevas canciones como «De fiesta» con Alex Zurdo, «Mira pal lao» con Sugar Baby, «Fluye» con Esperanza de vida (canción que estaría nominada como "Mejor canción urbana" en los Premios Unción 2012), y una antesala del disco United Kingdom 2, donde participan Michael Pratts, Musiko, Leo El Poeta, Memo y Ungido.

### Corazón abierto: el libro
En conjunto con este álbum, también debutó como escritor, dando a conocer su primer libro "Corazón abierto: Descubre tu proyecto de vida", un devocionario con 21 capítulos de mensajes de motivación y fe. Contó con el prefacio del pastor Otoniel Font, el cantante de salsa Ismael Miranda y el pastor argentino Sergio Belart y publicado por la Casa Creación. Se promocionó con la gira musical "Corazón Abierto Tour".

## Lista de canciones
| N.º | Título                                                  | Productores                                 |
| --- | ------------------------------------------------------- | ------------------------------------------- |
| 01  | «Intro (Diez Años)»                                     | Lutek & Kaldtronik                          |
| 02  | «Fluye (con Esperanza de Vida)»                         | Los Trans4Merz                              |
| 03  | «No Hagas Caso Na»                                      | Jetson El Supersónico                       |
| 04  | «Mira Pal Lao (con Sugar Baby)»                         | Jetson El Supersónico, QZ & Martin Cano     |
| 05  | «Corazón Abierto»                                       | Obed El Arquitecto                          |
| 06  | «De Fiesta (con Alex Zurdo)»                            | Effect-O                                    |
| 07  | «No Me Avergüenzo»                                      | Obed El Arquitecto & Elí El Mozart          |
| 08  | «Atentos Y Apercibidos (con Alwin, Indiomar & Dwayne)»  | Kendry El Especialista                      |
| 09  | «Reggaeton Mix»                                         | Lutek & Kaldtronik                          |
| 10  | «La Chica Que Yo Amo (Remix)»                           | Obed El Arquitecto & Jetson El Supersónico  |
| 11  | «Poco a Poco (Remix)»                                   | Kendry El Especialista & Obed El Arquitecto |
| 12  | «Uk2 (con Michael Pratts, Leo, Memo & Ungido & Musiko)» | Obed El Arquitecto & Jetson El Supersónico  |

## Vídeos oficiales
1. Mira pal lao (con Sugar Baby)
2. Corazón abierto

## Premios y nominaciones
Estuvo nominado en los premios AMCL como el álbum con "Mejor calidad sonora" del año 2012.